# Kangarosa nothofagus
Kangarosa nothofagus is een spinnensoort in de taxonomische indeling van de wolfspinnen (Lycosidae).
Het dier behoort tot het geslacht Kangarosa. De wetenschappelijke naam van de soort werd voor het eerst geldig gepubliceerd in 2010 door Framenau.